# Mirafra africana
La alondra nuquirrufa (Mirafra africana) es una especie de ave paseriforme perteneciente a la familia  Alaudidae propia de África.

## Distribución y hábitat
La Alondra nuquirrufa tiene un área de distribución muy grande, con una extensión global estimada de 5.600.000 kilómetros cuadrados. Se encuentra en los siguientes países:
| - Angola - Botsuana - Burundi - Camerún - Congo - Costa de Marfil - Gabón - Guinea - Kenia | - Lesoto - Liberia - Malaui - Mali - Mozambique - Namibia - Nigeria - Ruanda | - Sierra Leone - Somalia - Sudáfrica - Suazilandia - Tanzania - Uganda - Zambia - Zimbabue |

## Hábitat
Su hábitat natural es la sabana seca y subtropical o tropical de tierras bajas de pastizales.

## Subespecies
Comprende las siguientes subespecies:
- Mirafra africana africana
- Mirafra africana athi
- Mirafra africana anchietae
- Mirafra africana bamendae
- Mirafra africana batesi
- Mirafra africana chapini
- Mirafra africana ghansiensis
- Mirafra africana gomesi
- Mirafra africana grisescens
- Mirafra africana harterti
- Mirafra africana henrici
- Mirafra africana irwini
- Mirafra africana isolata
- Mirafra africana kabalii
- Mirafra africana kurrae
- Mirafra africana malbranti
- Mirafra africana nigrescens

A veces (por ejemplo Sibley y Moor) la raza sharpii es considerada una especie separada, denominada alondra somalí;
aunque debe notarse que existe otra especie, Mirafra somalica, que es denominada alondra somalí por algunas autoridades, por ejemplo Clements.